# Сусечная
Сусечная — река в России, протекает по Хвойнинскому району Новгородской области. Устье реки находится в 138 км по левому берегу реки Песь. Длина реки составляет 17 км, площадь водосборного бассейна — 50,6 км².

## Данные водного реестра
По данным государственного водного реестра России относится к Верхневолжскому бассейновому округу, водохозяйственный участок реки — Молога от истока и до устья, речной подбассейн реки — Реки бассейна Рыбинского водохранилища. Речной бассейн реки — (Верхняя) Волга до Куйбышевского водохранилища (без бассейна Оки).
Код объекта в государственном водном реестре — 08010200112110000006979.

## Топографические карты
- Лист карты O-36-33. Масштаб: 1 : 100 000. Указать дату выпуска/состояния местности.
- Лист карты O-36-45. Масштаб: 1 : 100 000. Указать дату выпуска/состояния местности.